# 趙焱
趙焱（1482年—？），字光霽，號忍齋，山東濟南府齊河縣人，軍籍，明朝政治人物。

## 生平
正德五年（1510年）庚午科山東鄉試第三十五名舉人，十二年（1517年）中式丁丑科會試第二百九名，三甲第八十二名進士。都察院觀政，授葉縣知縣，致仕。

## 家族
曾祖趙睿，訓導；祖父趙瀛，訓導 贈戶部主事；父趙亮采，都轉運鹽使司鹽運使進階嘉議大夫。母張氏（贈宜人）；繼母朱氏、吳氏、姜氏（封宜人）。嚴侍下。兄趙爕（貢士）。